# Saint-Léger-du-Gennetey
Saint-Léger-du-Gennetey is een gemeente in het Franse departement Eure (regio Normandië) en telt 106 inwoners (1999). De plaats maakt deel uit van het arrondissement Bernay.

## Geografie
De oppervlakte van Saint-Léger-du-Gennetey bedraagt 3,3 km², de bevolkingsdichtheid is 32,1 inwoners per km².
De onderstaande kaart toont de ligging van Saint-Léger-du-Gennetey met de belangrijkste infrastructuur en aangrenzende gemeenten.

## Demografie
Onderstaande figuur toont het verloop van het inwonertal (bron: INSEE-tellingen).